# Sebastian Hurtado
Sebastian Hurtado auch Sebastian Hurtado-Salazar, Sebastian Hurtado Salazar oder Sebastian Hurtado Torres (* 1982) ist ein kolumbianischer Mathematiker.
Hurtado studierte an der Nationalen Universität von Kolumbien in Bogota mit dem Bachelor-Abschluss mit Bestnoten 2009, erhielt seinen Master-Abschluss am IMPA in Rio de Janeiro 2009 und wurde 2014 an der University of California, Berkeley, bei Ian Agol promoviert (Homomorphisms between groups of Diffeomorphisms). Als Post-Doktorand war er an der Universität Paris VI (Institut de Mathématiques de Jussieu) und als Dickson Instructor an der University of Chicago, an der er 2018 Assistant Professor wurde.
Hurtado befasst sich mit Lie-Gruppen und ihren diskreten Untergruppen, Geometrie und Topologie lokal symmetrischer Räume, Gruppenwirkungen auf Mannigfaltigkeiten und speziell der Wirkung großer Gruppen und damit verbundenen Starrheitsphänomenen für Gittern. Ihm gelang mit Kollegen der Beweis der Zimmer-Vermutung für verschiedene Spezialfälle. Darunter mit Aaron Brown für die Wirkung kokompakter Gitter in den speziellen linearen, orthogonalen und symplektischen Matrixgruppen über den reellen Zahlen und mit Brown und David Fisher für die spezielle lineare Gruppe über den ganzen Zahlen und deren Untergruppen von endlichem Index.
Für 2022 erhielt er mit Aaron Brown den New Horizons in Mathematics Prize für ihre Arbeiten zur Zimmer-Vermutung. 2020 bis 2022 war er Sloan Research Fellow.

## Schriften (Auswahl)
- Continuity of discrete homomorphisms of diffeomorphism groups. In: Geometry & Topology. Band 19, 2015, S. 2117–2154.
- mit David Fisher, Aaron Brown: Zimmer’s conjecture: Subexponential growth, measure rigidity, and strong property (T). 2016, arxiv:1608.04995[3]
- mit David Fisher, Aaron Brown: Zimmer’s conjecture for actions of SL(m,Z). In: Inventiones Mathematicae. 2020, S. 1–60, arxiv:1710.02735.
- mit David Fisher, Aaron Brown: Zimmer’s conjecture for non-uniform lattices and escape of mass. 2021 arxiv:2105.14541.
- mit Alejandro Kocsard, Federico Rodriguez-Hertz: The Burnside problem for {\displaystyle Diff_{\omega }(S^{2})}. In: Duke Mathematical Journal. Band 169, 2020, S. 3261–3290.